# غريغ مكنمارا
غريغ مكنمارا (1950 - 1997) هو ملاكم أسترالي.